# Потапенко, Валерий Николаевич
Вале́рий Никола́евич Пота́пенко (род. 10 июня 1958 в Таджикской ССР) — российский государственный деятель, Глава администрации Ненецкого автономного округа (2006—2009).

## Биография
- 1980 — окончил Таджикский государственный университет им. В. И. Ленина.
- 1980—1982 — младший научный сотрудник Таджикского государственного университета.
- 1982—1992 — сотрудник КГБ Таджикской ССР.
- 1992—2004 — сотрудник Управления ФСБ РФ по городу Санкт-Петербургу и Ленинградской области.
- Август 2004 — назначен главным федеральным инспектором по Ненецкому автономному округу.
- Июнь 2006 — назначен и. о. главы администрации Ненецкого автономного округа, после чего утвержден в этой должности Собранием депутатов НАО.
- 16 февраля 2009 отправлен Президентом России в отставку с поста губернатора НАО по собственному желанию.[1]
- 2 ноября 2011 года назначен главным федеральным инспектором по Архангельской области[2].
- Начальник департамента по вопросам внутренней политики аппарата полномочного представителя Президента Российской Федерации в Северо-Западном федеральном округе[3]